# Elof Eriksson
Elof Jakob Thorvald Eriksson, född 30 juli 1883 i Stockholm, död där 9 december 1965, var en svensk antisemitisk och pronazistisk politisk författare och tidningsredaktör. Han var son till professor Jacob Eriksson och Hilma Knutsson. Tillsammans med Einar Åberg räknas Eriksson som antisemitismens främsta företrädare i Sverige under mellankrigstiden.

## Den politiska karriärens början
Elof Eriksson började sin politiska karriär 1914 i den bonderörelse som var kopplad till Jordbrukarnas Riksförbund. Där ledde han en ytterst reaktionär fraktion som var misstänksam mot demokrati och argumenterade för rashygien.  När Jordbrukarnas Riksförbund 1921 gick ihop med Bondeförbundet, lämnade Eriksson den politiska världen och blev istället författare och redaktör. År 1923 tog han över redaktörsposten på den officiellt frisinnade, men i realiteten mycket konservativa Södertälje Tidning. Det var under perioden som han skrev för denna tidning som hans antisemitiska åsikter kom fram.

## Nationenoch andra skrifter

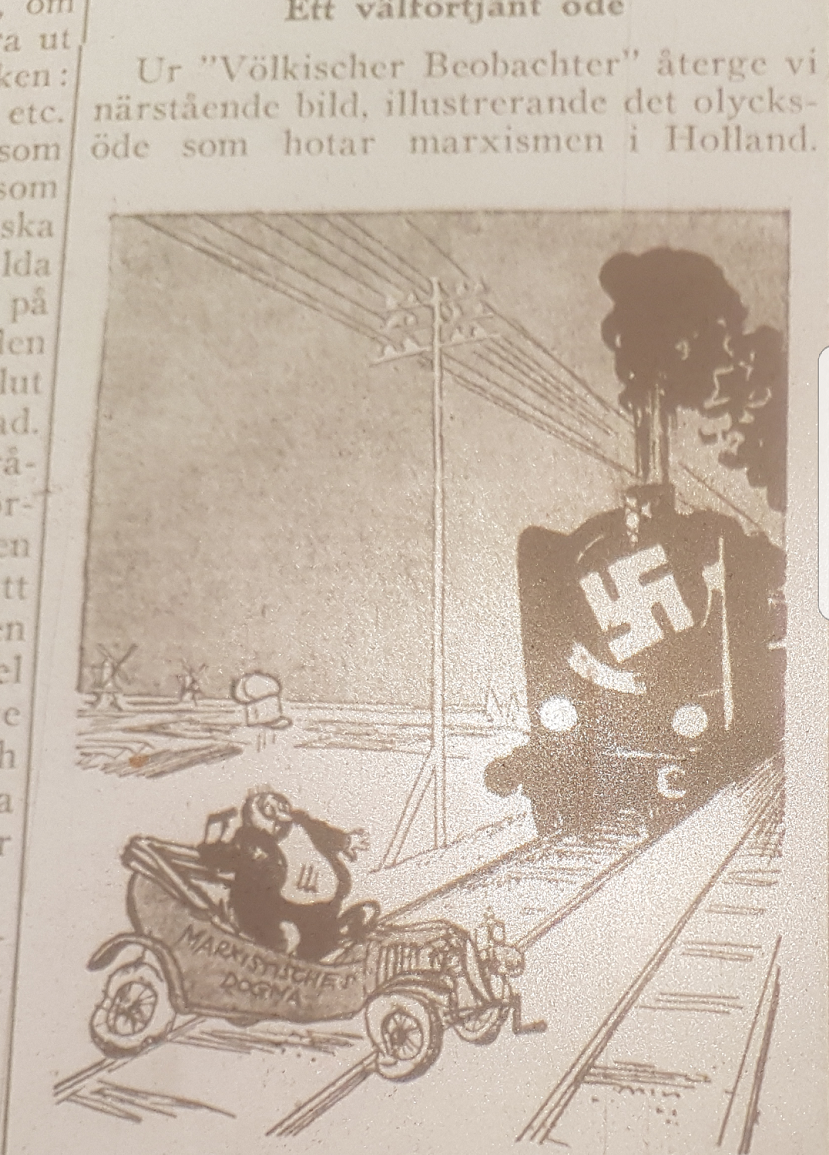
Nationen 1 april 1934. Nazismen liknas vid ett framrusande tåg som kommer att köra över de judiska marxisterna.

Elof Eriksson avskedades 1925 från tidningen Södertälje Tidning för sina extremistiska åsikter. Han grundade då sin egen tidning, Nationen. Elof inspirerades av Julius Streicher tidning Der Stürmer varmed Eriksson hade en del kontakt. Tidningen Nationen startade den 2 oktober 1925 och var den första fascistiska tidningen i Sverige och såldes i omkring 3 000 exemplar per nummer. Toppen nåddes med 10 000 exemplar, vilket var en hög siffra för en extremisttidning vid den tiden. Andra liknande tidningar var Vidi och Malmö-Blixten. Journalisten Tobias Hübinette har sedermera publicerat en lista på 649 av Nationens prenumeranter. Nationen publicerades fram till 1941 och agiterade för antisemitism, för den italienska fascismen och nationalsocialism samt mot frimureri.
Tillsammans med Einar Åberg gav Eriksson i mitten av 1930-talet ut en svensk utgåva av Sions vises protokoll, förfalskade protokoll från en judisk konferens där judarna påstods konspirera för att ta över världen. I ett försök att bevisa att protokollen var äkta manipulerade Eriksson även ett tal som ursprungligen hållits av rabbinen Marcus Ehrenpreis. Erikssons version av talet publicerades av Theodor Fritsch i den antisemitiska tidskriften Der Hammer.
Under en period var Eriksson medlem i Sveriges Fascistiska Folkparti, men han kom i konflikt med sådana ledare som Konrad Hallgren, Sven Hedengren och Sven Olov Lindholm.
Elof Eriksson var en stark anhängare av antisemitismen och nationalsocialismen under hela 30-talet och 40-talet. Detta framgår tydligt av tidningen Nationen. Tidningen drev kampanjer mot delar av kungahuset, frimurarorden, EPA, Bonniers och "storfinansen", som påstods styras av judar. Ivar Kreugers självmord antogs t.ex. vara en "judisk" komplott.

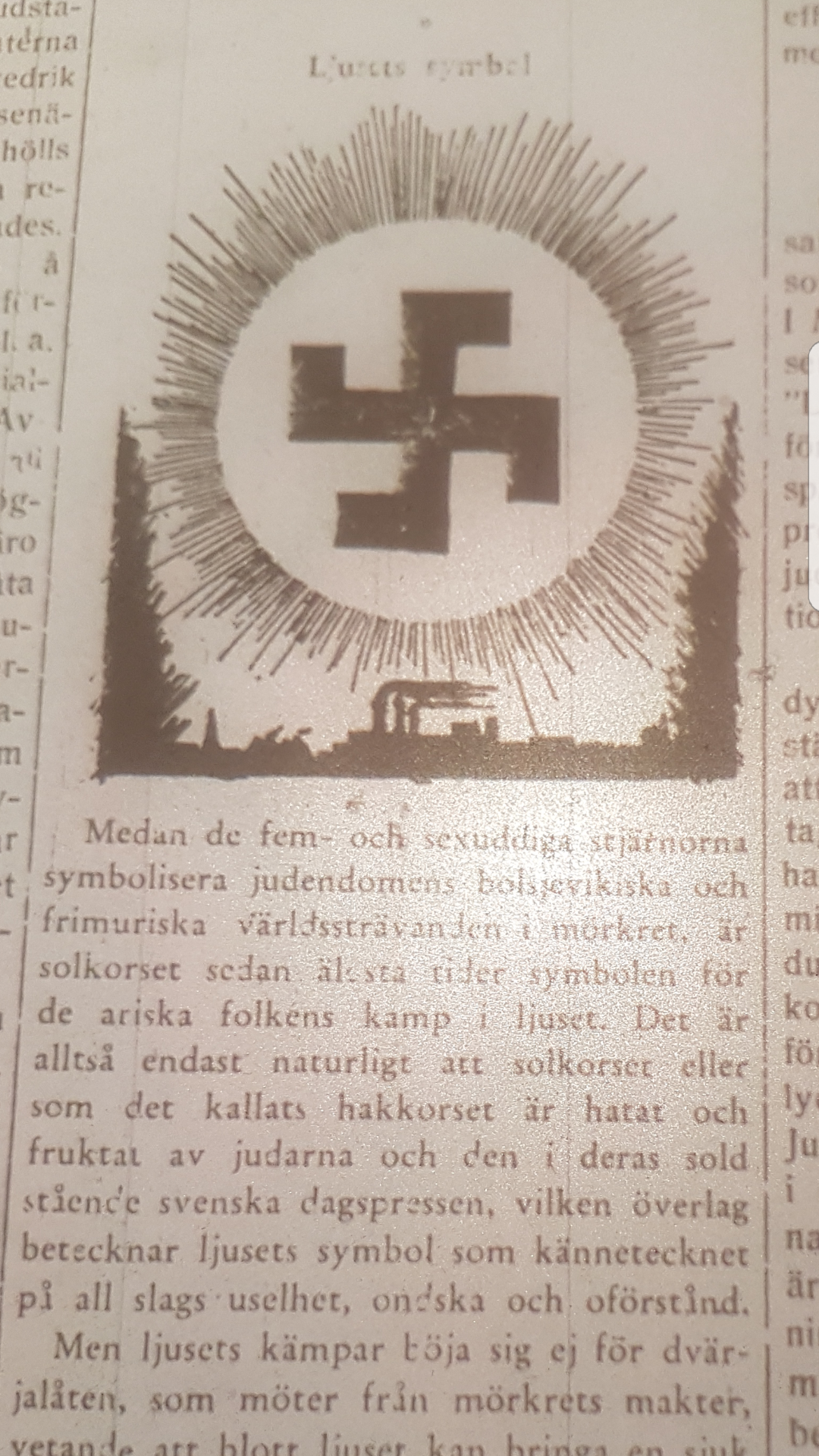
Nationen 1 januari 1933. Nazismen liknas vid ljuset och det goda. Judarna vid det onda och mörkret.

Nationen 1 oktober 1936 har en ledare, med all sannolikhet skriven som vanligt av ansvarig utgivare Erik Elofsson själv, som avslutas: "Det ges i denna yttersta tid blott en räddning för folken: att lyssna till Adolf Hitlers varningsrop - och värja sig mot den dödliga fara som judendomen-bolsjevismen utgör för dem!"

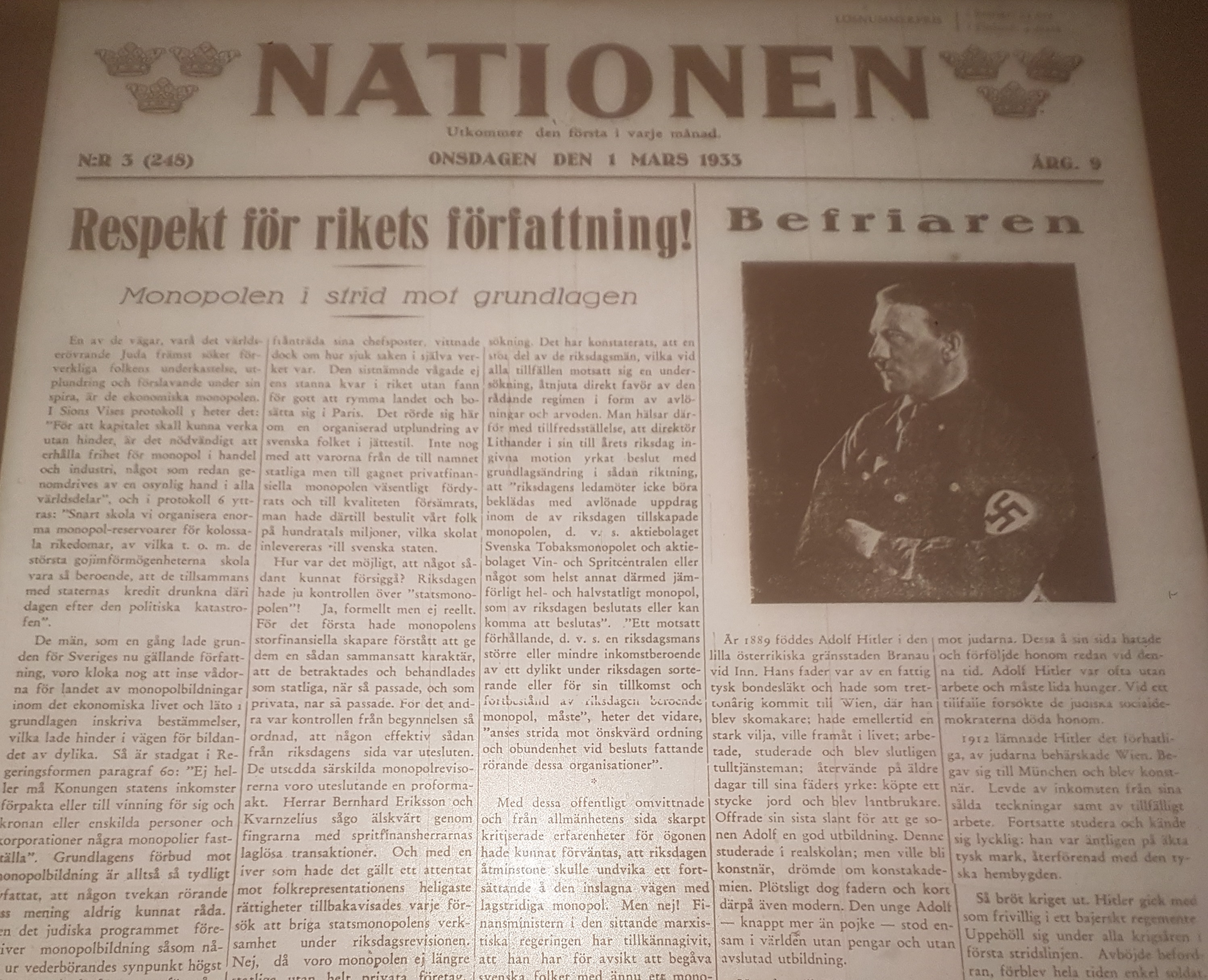
Adolf Hitler beskrivs som "befriaren". Nationen 1 mars 1933.

## Ideologi
Redan från tidiga år var Eriksson en kritiker mot moderniteten. Han började så småningom utveckla tankar om en judisk konspiration mot den moderna världen, något som senare blev hans grundläggande världssyn. Han förutsåg att en ny sorts nordisk kristendom skulle växa fram, och att den skulle förinta judendomen, men menade att en förutsättning var ett andligt nyvaknande bland Nordens folk. Eriksson ansåg också att kampen mellan judar och icke-judar var ett påbud från Gud. Till följd av detta var han en stark anhängare av nazismen. Hans sista bok, från 1962, Världskulturer, innehåller en diskussion om hans religions-filosofiska infallsvinkel på antisemitismen.